# Naim Pilku
Naim Sali Pilku (Tirana, 15 maggio 1924 – ...) è stato un cestista e allenatore di pallacanestro albanese.

## Carriera
Con l'Albania ha disputato i Campionati europei del 1947.
Da allenatore ha guidato l'Albania a due edizioni dei Campionati europei (1947, 1957).